# سوتانا پیرونکووا
 سوتانا پیرونکووا (بلغاری: Цветана Кирилова Пиронкова؛ زاده ۱۳ سپتامبر ۱۹۸۷) یک تنیس‌باز اهل بلغارستان است.